# Милорад Манчић Лукањац
Милорад Манчић Лукањац (1921 – 1943) био је обућарски радник из Пирота, активиста СКОЈ и КПЈ, борац Бабичког партизанског одреда и Нишавске партизанске чете.

## Биографија
Рођен је 1921. године у Пироту. Као младић изучио је обућарски занат. Члан СКОЈ постао је 1940, а КПЈ приступио је 1941. године.
Поразом у Априлском рату, међуратна Краљевина Југославија доживела је потпуни слом, а у Пироту је 18. априла 1941. године успостављена бугарска окупациона власт. Демаркационом линијом између немачке и бугарске окупационе зоне, Пиротски округ подељен је на два дела: пиротски и већи део лужничког среза припали су Бугарској, док је мањи део лужничког среза припојен Недићевој Србији под немачком окупацијом. Партијско-политички рад на подручју под бугарском окупацијом био је изузетно тежак и компликован. Одлуком Покрајинског комитета за Србију, августа 1941. године Окружни комитет Партије у Нишу формирао је Срески комитет КПЈ са седиштем у Белој Паланци, који је касније требало да прерасте у Окружни комитет за округ пиротски. Срески комитет КПЈ у Белој Паланци иницирао је убрзо формирање омладинских група у Пироту и околним селима, чије је задужење било између осталог и прикупљање оружја и војне опреме.
Већ током лета 1941. у пиротском крају формирано је неколико актива НОП од радника, средњошколаца и студената, а истакнути активисти убрзо су почели да приступају партизанским војним одредима. Један од њих, Милорад Манчић Лукањац, придружио се Бабичком партизанском одреду јула 1941. године.
Током Аћимовићеве офанзиве јула и августа 1942. године Озренски и Нишавски одред претрпели су велике губитке, а партијски рад у Нишу, Белој Паланци и Пироту био је готово потпуно обезглављен. Скоро све партизанске базе биле су уништене. Почетком 1943. године Окружни комитет КПЈ у Нишу успоставио је везе са активистима и преживелим борцима у пиротском крају. Средином јуна 1943. овај Окружни комитет одржао је саветовање с борцима и друштвено-политичким радницима са подручја Пирота и среза Нишавског, којом приликом је, између осталог, одлучено да се формира Окружно партијско повереништво за пиротски крај и да се образује Пиротска чета од бораца са тог подручја која у перспективи треба да прерасте у Пиротски партизански одред. Окружни комитет из Ниша тражио је да се Милорад Манчић Лукањац са Јастрепца упути на партијски рад у свој завичај.
Формирање Окружног партијског повереништва КПЈ за пиротски округ извршено је јула 1943. године на Каменичком вису. Чланови повереништва били су: Велимир Костић Бајеж, секретар, Предраг Бошковић Павле и Милорад Манчић Лукањац. Павле је добио задатак да делује на подручју лево од Нишаве укључујући лужнички срез са обе стране демаркационе линије, а Лукањац на подручју Пирота и са десне стране Нишаве.
На Каменичком вису, почетком јула, формирана је чета која је добила назив Нишавска партизанска чета. Милорад Манчић Лукањац био је један од седамнаесторице њених чланова. За командира чете одређен је Божидар Колић Пуниша, а за политичког комесара Милорад Манчић Лукањац. Новоформирана чета је одмах кренула у пиротски крај. Подељена је на групе које су упућене у разне крајеве са задатком да окупљају људе, како би се што пре формирао Партизански одред на пиротском терену. Милорад Манчић Лукањац кренуо је са двојицом сабораца у Барје код Пирота, где је требало да се састану са локалним активистима НОП. Баш у то време, тамо се одржавала вежба бугарских војника из пиротског гарнизона, те су њих тројица, не знајући за вежбу, на Ћелташу изненада наишли на њих. Један од бугарских војника затражио је од Лукањца легитимацију, на шта је он завукао руку под капут, рекао „Ево ти легитимација”, потегао пиштољ и пуцао на њега. Тада је дошло до сукоба и у тој размени ватре Лукањац је тешко рањен. Схватајући да неће моћи да настави даље, уступио је пиштољ свом саборцу Слободану који је успео да се извуче. Бугарски фашисти су измрцвареног Лукањца најпре одвели у касарну где је подвргнут мучењу и саслушавању, а затим га пренели у болницу и предали полицији. Агенти бугарске полиције су га, уз лечење, страховито мучили не би ли изнудили признање и добили тражене податке. Лукањац је подлегао ранама у најтежим мукама истог дана, 20. августа 1943. године.
Након Другог светског рата, Милораду Манчићу Лукањцу подигнут је споменик на месту његовог рањавања на Ћелташу, близу Барје Чифлика. На споменику је уклесан запис: 
У борби на овом месту 20. августа 1943. године са бугарским фашистичким окупатором храбро погинуо друг Милорад.
По Милораду Манчићу Лукањцу названа је једна улица у Пироту, а његова спомен-биста смештена је у парку доњег града Пиротске тврђаве.
Након Другог светског рата, име Милорада Манчића Лукањца носила је једна омладинска радна бригада из пиротског краја. По њему је назван и локални стрељачки клуб.